# Miss Hawaii USA

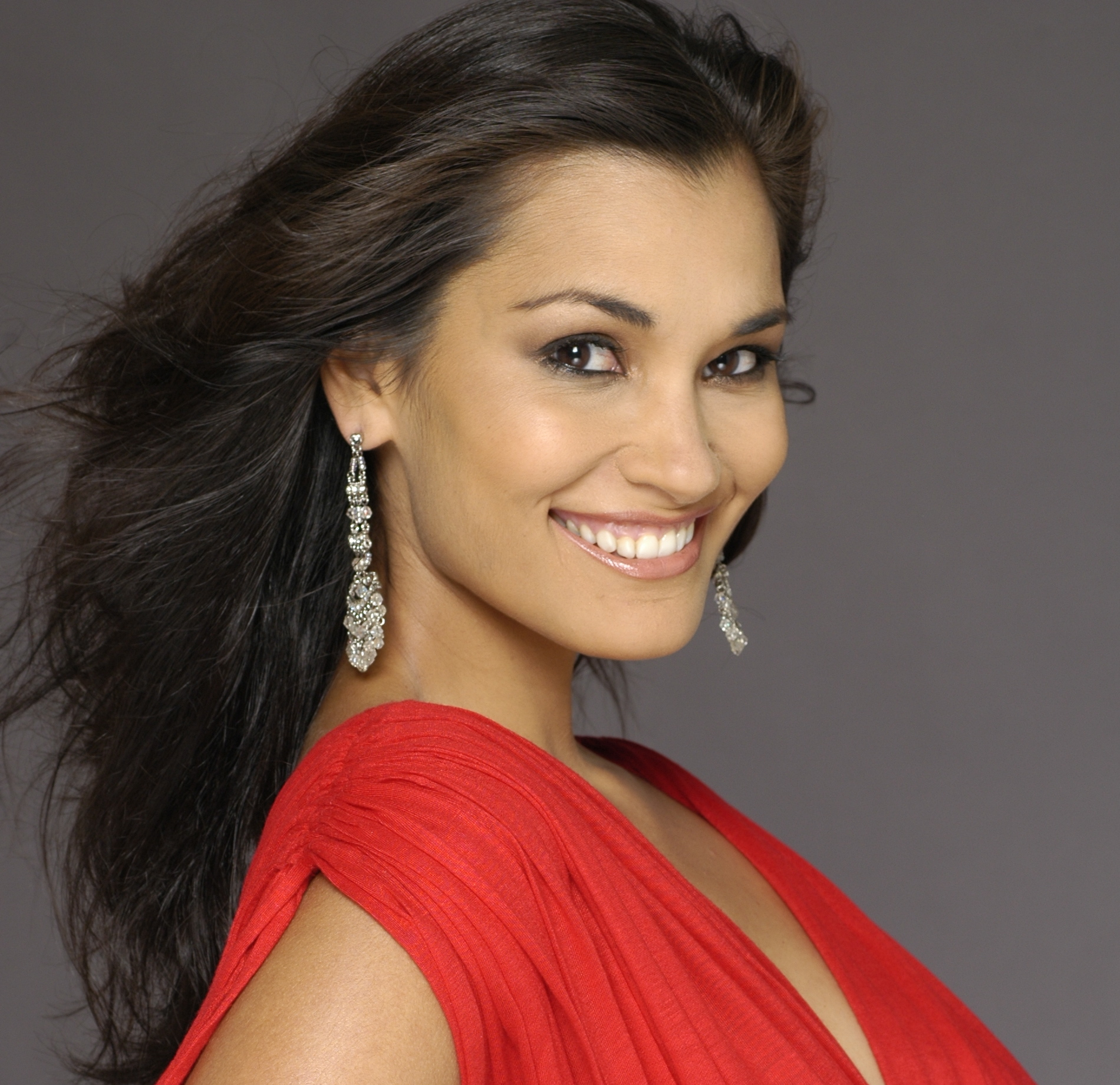
Brook Lee, Miss Hawaii USA 1997, Miss USA 1997 e Miss Universo 1997

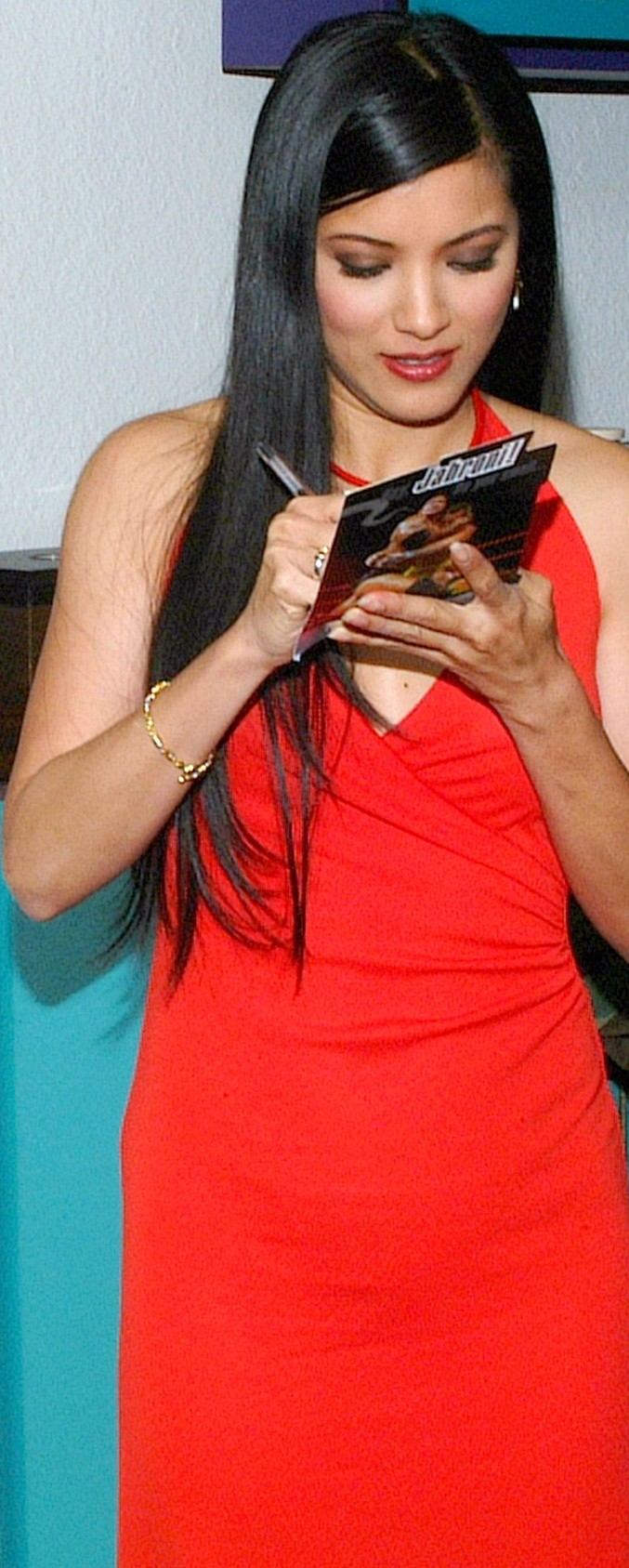
Kelly Hu, Miss Hawaii USA 1993 e Miss Teen USA 1985, num evento público

O concurso Miss Hawaii USA é a etapa do Estado do Havaí para a disputa do título de Miss USA. A participação havaiana na etapa americana do Miss Universo começou em 1962. Antes disso, as candidatas participavam diretamente da disputa internacional.
Apesar de sua entrada tardia, o Havaí tem sido um dos Estados mais bem-sucedidos na disputa nacional. A primeira vencedora, Macel Wilson, foi coroada no primeiro ano de participação do arquipélago no Miss USA. Em 1997, Brook Mahealani Lee venceu o título de Miss USA e é (até a data) a última americana a vencer o título de Miss Universo.
Algumas misses Hawaii USA participaram de vários concursos internacionais. A exemplo do Miss South Carolina, uma vencedora do certame competiu no Miss Beleza Internacional. Outra competiu no Miss Mundo. Quatro de suas vencedoras competiram no Miss Universo após vencerem o Miss USA. Das seis havaianas que participaram de concursos internacionais, apenas uma trouxe a coroa (Brook Lee).
Atualmente, a franquia é controlada pela 2Couture de Honolulu.

## Sumário de resultados

### Classificações
- Miss USA: Brook Mahealani Lee (1997 - Miss Universo), Judi Andersen (1978 - Miss USA, 2ª colocada no Miss Universo), Tanya Wilson (1972 - Miss USA, Semi-finalista no Miss Universo),  Macel Wilson (1962 - Miss USA, Semi-finalista no Miss Universo)
- 2ªs colocadas: Chelsea Hardin (2016)
- 3ªs colocadas: Blanche Maa (1979)
- 5ªs colocadas: Teri Lynn (1981)
- Top 6: Kelly Hu (1993)
- Top 10: Tina Marie Machado (1985), Alicia Michioka (2003), Chanel Wise (2007)
- Top 11: Emma Wo (2011)
- Top 12: Lois Wise (1975), Cely De Castro (1977), Vanessa Dubois (1982), Kym Digman (1991), Nadine Tanega (1994)
- Top 15: Judith Wolski (1966), Carol Seymour (1968), Stephanie Quintana (1969), Elith Aguiar (1965), Lacie Choy (2019)

### Premiações
- Miss Simpatia: Ku'ualoha Taylor (1996), Michelle Kaplan (2000)
- Miss Fotogenia: Kelly Hu (1993)

## Vencedoras

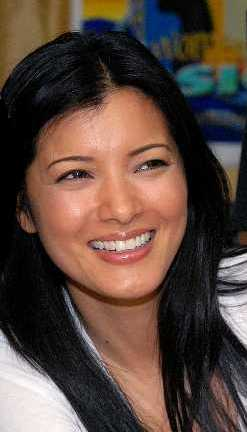
Kelly Hu no Camp As Sayliyah no Qatar, 2008.

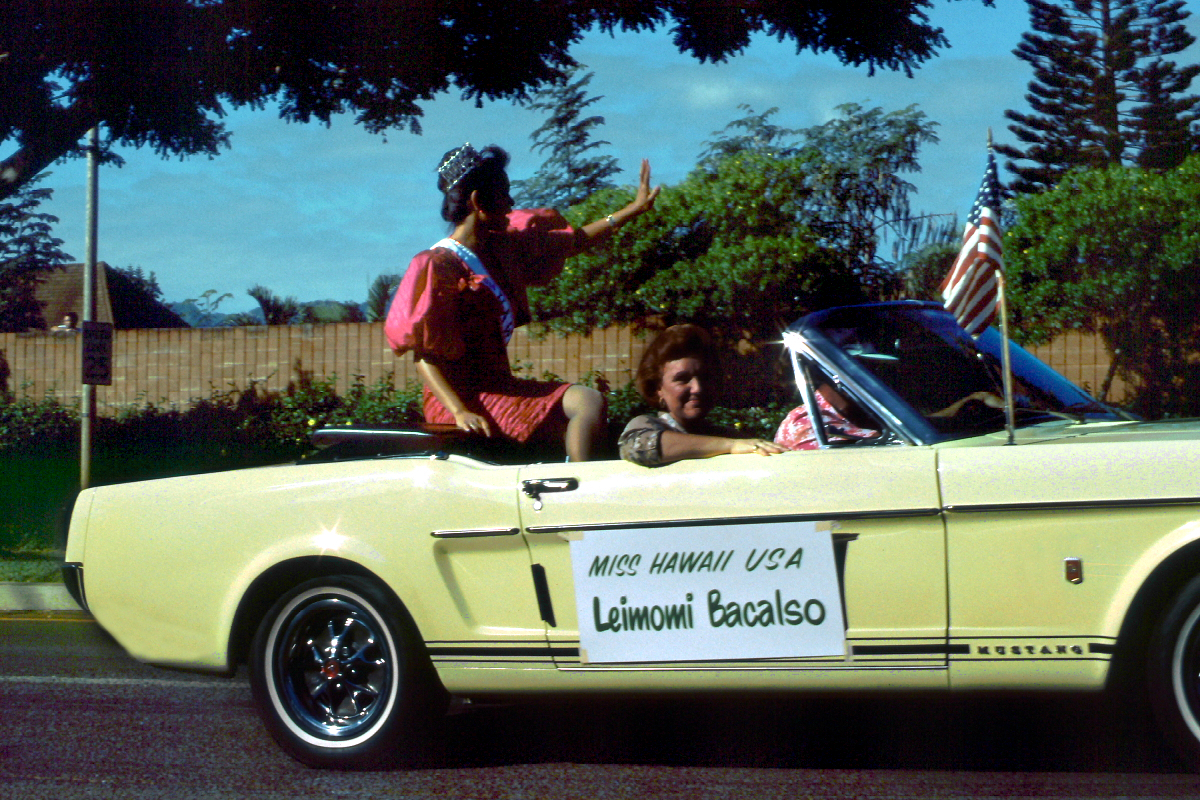
Leimomi Bacalso, Miss Hawaii USA 1990, na Parada de Natal de 1989 da cidade de Mililani

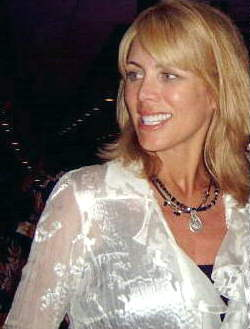
Teri Ann Linn, Miss Hawaii USA 1981, em sua reuinião na Punahou School em junho de 2009

| Ano       | Nome                                  | Cidade     | Idade1 | Classificação no Miss USA | Premiações Especiais no Miss USA | Notas |  |
| --------- | ------------------------------------- | ---------- | ------ | ------------------------- | -------------------------------- | --- |  |
| 2020      | Samantha Neyland                      | Honolulu   | 23     |                           |                                  | Foi Miss Hawaii Teen USA 2013                                                                                               |  |
| 2019      | Lacie Choy                            | Honolulu   | 20     | (Top 15)                  |                                  | |  |
| 2018      | Julianne Chu                          | Honolulu   | 25     |                           |                                  | Foi Miss Hawaii Teen USA 2010                                                                                               |  |
| 2017      | Julie Kuo                             | Honolulu   | 20     |                           |                                  | Nasceu em Taiwan. |  |
| 2016      | Chelsea Hardin                        | Honolulu   | 24     | 2ª colocada               |                                  | |  |
| 2015      | Emma Wo                               | Honolulu   | 25     | (Top 11)                  |                                  | Foi Miss Hawaii Teen USA 2008                                                                                               |  |
| 2014      | Moani Hara                            | Honolulu   | 24     |                           |                                  | |  |
| 2013      | Brianna Acosta                        | Waialua    | 21     |                           |                                  | Representou o Havaí no Miss Internacional 2015                                                                              |  |
| 2012      | Brandie Cazimero                      | Hawaii Kai | 26     |                           |                                  | |  |
| 2011      | Angela Byrd                           | Honolulu   | 23     | (Top 08)                  |                                  | |  |
| 2010      | Renee Mokihana Nobriga                | Pupukea    | 25     |                           |                                  | |  |
| 2009      | Aureana Tseu                          | Mililani   | 25     |                           |                                  | Foi Miss Hawaii Teen USA 1999                                                                                               |  |
| 2008      | Jonelle Layfield                      | Kane'ohe   | 22     |                           |                                  | |  |
| 2007      | Chanel Wise                           | Honolulu   | 21     | (Top 10)                  |                                  | |  |
| 2006      | Radasha Ho'ohuli                      | Nanakuli   | 26     |                           |                                  | Representou o Hawaiʻi no Miss Mundo 2001                                                                                    |  |
| 2005      | Jennifer Fairbank                     | Honolulu   | 25     |                           |                                  | |  |
| 2004      | Justine Michioka                      | Kapaa      | 22     |                           |                                  | |  |
| 2003      | Alicia Michioka                       | Kapaa      | 24     | (Top 10)                  |                                  | Mais tarde Mrs. Hawaii America 2010 sob o nome de casada, Alicia Michioka-Jones.                                            |  |
| 2002      | Juliet Lighter                        | Honolulu   | 26     |                           |                                  | |  |
| 2001      | Christy Leonard                       | Lahaina    | 22     |                           |                                  | |  |
| 2000      | Michelle Kaplan                       | Kona       | 23     |                           | Miss Simpatia                    | |  |
| 1999      | Trini-Ann Kaopuiki                    |            | 26     |                           |                                  | Foi Miss Hawaii Teen USA 1991                                                                                               |  |
| 1998      | Tiffini Hercules                      |            |        |                           |                                  | |  |
| 1997      | Leslie-Ann Lum                        | Honolulu   | 26     |                           |                                  | Assumiu o título de Miss Hawaii USA 1997 quando Brook Lee foi coroada Miss USA 1997. Foi Miss Hawaii Teen USA 1987          |  |
| 1997      | Brook Mahealani Lee                   | Pearl City | 26     | Vencedora                 |                                  | Miss Universo 1997 |  |
| 1996      | Ku'ualoha Taylor                      |            | 25     |                           | Miss Simpatia                    | |  |
| 1995      | Lynn Vesnefski                        |            |        |                           | Premiação de Estilo              | |  |
| 1994      | Nadine Tanega                         |            | 26     | (Top 12)                  |                                  | Representou o Hawaiʻi no Miss Beleza Internacional 1990, foi 3ª colocada neste concurso, 4ª colocada no Miss World USA 1992 |  |
| 1993      | Kelly Hu                              | Honolulu   | 24     | Finalista Top (4º lugar)  | Miss Fotogenia                   | Foi Miss Hawaii Teen USA 1985 e Miss Teen USA 1985, atriz                                                                   |  |
| 1992      | Heather Hays                          | Honolulu   |        |                           |                                  | Hoje é jornalista na KDFW, afiliada da Fox em Dallas                                                                        |  |
| 1991      | Kym Digmon                            |            | 25     |                           | Semifinalista                    | |  |
| 1990      | Leimomi Bacalso                       |            |        |                           |                                  | |  |
| 1989      | Julie Larson                          |            |        |                           |                                  | |  |
| 1988      | Paula Prevost                         |            |        |                           |                                  | |  |
| 1987      | Deborah Laslo                         | Honolulu   |        |                           |                                  | |  |
| 1986      | Toni Costa                            | Honolulu   | 22     |                           |                                  | |  |
| 1985      | Tina Machado                          | Waipahu    | 25     | Semifinalista             |                                  | |  |
| 1984      | Puna Stillman                         | Honolulu   |        |                           |                                  | |  |
| 1983      | Zoe Roach                             | Waipahu    |        |                           |                                  | |  |
| 1982      | Vanessa Dubois                        | Honolulu   |        | Semifinalista             |                                  | |  |
| 1981      | Teri Lynn                             | Honolulu   |        | 5ª colocada               |                                  | Atriz (como Teri Ann Linn), participou da novela "The Bold and the Beautiful"                                               |  |
| 1980      | Carol Ching                           |            |        |                           |                                  | |  |
| 1979      | Blanche Maa                           |            |        | 3ª colocada               |                                  | |  |
| 1978      | Judi Andersen                         | Honolulu   | 20     | Vencedora                 |                                  | 2ª colocada no Miss Universo 1978                                                                                           |  |
| 1977      | Cely De Castro                        |            |        | Semifinalista             |                                  | |  |
| 1976      | Brenda Texeira                        | Hilo       |        |                           |                                  | |  |
| 1975      | Lois Wise                             | Honolulu   |        | Semifinalista             |                                  | |  |
| 1974      | Joan Ottensmeyer                      | Kaneohe    |        |                           |                                  | |  |
| 1973      | Camille Deubel                        | Honolulu   |        |                           |                                  | |  |
| 1972      | Tanya Wilson                          | Honolulu   | 21     | Vencedora                 |                                  | Semi-finalista no Miss Universo 1972                                                                                        |  |
| 1971      | Deborah Gibson                        |            |        |                           |                                  | |  |
| 1970      | Donna Hartley                         | Honolulu   |        |                           |                                  | |  |
| 1969      | Stephanie Quintana                    | Honolulu   |        | Semifinalista             |                                  | |  |
| 1968      | Carol Seymour                         |            |        | Semifinalista             |                                  | |  |
| 1967      | Nancy Banks                           |            |        |                           |                                  | |  |
| 1966      | Judith Wolski                         |            |        | Semifinalista             |                                  | |  |
| 1965      | Elithe Aguiar                         | Kauai      |        | Semifinalista             |                                  | |  |
| 1964      | Wanda Byrd                            |            |        |                           |                                  | |  |
| 1963      | Susan Molina                          |            |        |                           |                                  | Semifinalista no Miss World USA 1963                                                                                        |  |
| 1962      | Macel Wilson                          | Honolulu   | 18     | Vencedora                 |                                  | Semi-finalista no Miss Universo 1962                                                                                        |  |
| 1961      | Não participou                        |            |        |                           |                                  | |  |
| 1960      | Gordean Lee                           |            |        | desistiu                  |                                  | |  |
| 1952–1959 | O Hawaiʻi participou do Miss Universo |            |        |                           |                                  | |  |

1 Idade à época do concurso Miss USA